# Chabeclumil
Chabeclumil är en ort i Mexiko.   Den ligger i kommunen Sitalá och delstaten Chiapas, i den sydöstra delen av landet, 800 km öster om huvudstaden Mexico City. Chabeclumil ligger 1 040 meter över havet och antalet invånare är 430.
Terrängen runt Chabeclumil är kuperad åt sydost, men åt nordväst är den bergig. Runt Chabeclumil är det ganska tätbefolkat, med 129 invånare per kvadratkilometer. Närmaste större samhälle är Yajalón, 11,8 km norr om Chabeclumil. Omgivningarna runt Chabeclumil är en mosaik av jordbruksmark och naturlig växtlighet.